# أندريا غيز
أندريا ميا غيز (بالإنجليزية: Andrea M. Ghez) (من مواليد 16 يونيو 1965) عالمة فلك أمريكية وأستاذة في قسم الفيزياء وعلم الفلك بجامعة كاليفورنيا في لوس أنجلوس، وهي معروفة بدراسة مركز مجرة درب التبانة. في عام 2004، أدرجت مجلة ديسكفر غيز كواحدة من أفضل 20 عالمًا في الولايات المتحدة الذين أظهروا درجة عالية من الفهم في مجالات تخصصهم. في عام 2020، حصلت على جائزة نوبل في الفيزياء، تقاسمت نصف الجائزة مع راينهارد جنزيل (النصف الآخر من الجائزة مُنح لروجر بنروز). مُنحت جائزة نوبل لغيز وجنزيل لاكتشافهما جسمًا مضغوطًا فائق الكتلة، يُعرف الآن عمومًا بأنه ثقب أسود فائق، في مركز مجرة درب التبانة.